# Sertularella albida
Sertularella albida är en nässeldjursart som beskrevs av Gustav Heinrich Kirchenpauer 1884. Sertularella albida ingår i släktet Sertularella och familjen Sertulariidae. Inga underarter finns listade i Catalogue of Life.